# Brinhon
Brinhon (en francès Brignon) és un municipi francès situat al departament del Gard i a la regió d'Occitània.